# Lisa Post
Lisa Post (Veldhoven, 27 de enero de 1999) es una jugadora neerlandesa de hockey sobre césped.

## Trayectoria
Post tuvo su debut olímpico en París 2024. En su primera participación en los Juegos Olímpicos, derrotó a China en la final y ganó la medalla de oro.